# 5 Against the House
5 Against the House é um filme americano dirigido por Phil Karlson e lançado em 1955.